# Eliška Jakubíčková
Eliška Jakubíčková (* 4. května 1955 v Pardubicích) je česká figurální a abstraktní malířka, absolventka Akademie výtvarných umění v Praze.

## Životopis
Po studiích na gymnáziu v Poličce absolvovala v roce 1979 Vysokou školu chemicko-technologickou v Praze. Jejím největším zájmem od dětství byla především kresba a malba. Již na gymnáziu se v letech 1973 a 1974 pokoušela o přijetí na Akademii výtvarných umění, v té době nebyla přijata. Po absolvování školy pracovala sedm let na několika místech jako inženýrka chemie a posléze rok jako uklízečka v Národní galerii v Anežském klášteře.[zdroj?]
Na počátku roku 1987 byla přijata na Akademii výtvarných umění, obor malba. V letech 1988–1989 navštěvovala malířský atelier profesora Václava Pospíšila, 1989–1992 Ateliér figurální a monumentální malby profesora Jiřího Načeradského a 1992–1993 Atelier klasických malířských technik profesora Zdeňka Berana, kde absolvovala.[zdroj?]
Po ukončení školy se věnovala figurální a abstraktní kresbě a malbě, a vystavovala na mnoha samostatných i společných výstavách. Zabývala se také počítačovou komerční grafikou pro televizi a vyučovala na několika školách. V letech 1994, 1995 a 1996 obdržela grant od švýcarské nadace Jana a Milan Jelinek Stiftung a v letech 1994–2008 byla opakovaně podpořena touto nadací. Obraz Květ ve stínu byl v roce 2010 vybrán mezi vítězná umělecká díla v evropské soutěži „Europol´s Art Competition“ v kategorii A. Obraz je umístěn v novém sídle Europolu v Haagu.[zdroj?]
Na několika svých samostatných výstavách spolupracovala s historičkou umění a básnířkou Věrou Jirousovou, která byla i oponentkou její diplomové práce.[zdroj?]
V současné době[kdy?] malířka žije a pracuje v Praze a v Hluboké nad Vltavou.[zdroj?]

## Tvorba
Základem jejích malířských prací je figurální kresba. Kreslila intenzivně podle modelu během studia na Akademii, hledala inspiraci a způsob kresby u mistrů, Michelangela, Dürera, také Jana Preislera a dalších. Současně studovala figurální, ale i expresivní a abstraktní malbu. Z figurální kresby vyšla i ve své diplomové práci, kde dospěla od množství figurálních studijních kreseb a maleb podle modelu až k vyjádření téměř kaligrafickým gestem na velkém formátu.[zdroj?]
Velkoformátové malby jsou pro ni typické, používá většinou akrylové barvy, maluje velkou štětkou, používá malbu gestem, stříkání barvy a barvy ve spreji. Stále hledá způsob, jak malbou vyjádřit člověka, hledá kresbou a malířskými prostředky smysl lidského života. Téma nachází často v biblických příbězích a žalmech. Věra Jirousová napsala v roce 1999 k výstavě Elišky Jakubíčkové text „Bytosti a děje v prostoru mezi“, který byl také publikován v internetovém magazínu Neviditelný pes:[zdroj?]
"V otevřené škále možností současné malby se Eliška Jakubíčková soustřeďuje na prostor mezi předmětnou a abstraktní malbou. Kompozice jejích rozměrných obrazů jsou založeny na dokonalém zvládnutí figurální kresby a na zobrazení lidské postavy v tělesném měřítku. Zhruba v polovině devadesátých let, v době, kdy absolvovala studium na Akademii výtvarných umění, se autorka odvážně odrazila od tohoto základu, z něhož se jako ze skokanského můstku vrhla do abstraktní malby. Jako by se načas odvrátila od předmětné podoby současného světa, aby se pokusila silou vitálního gesta a intuicí najít to, co je v něm významné a co překračuje meze banality...."
Od roku 2006 se v jejích obrazech stále častěji objevovaly náměty z přírody, malby lesa a květin zpracované rychlou expresivní, gestickou až kaligrafickou malbou. Na rozdíl od dřívějšího období devadesátých let se v její malbě objevovalo stále více barvy. Především kaligrafické malby květin na velkých formátech měly často i symbolické názvy a význam.[zdroj?]
Bible pro ni zůstává velkým zdrojem inspirace, v roce 2014 namalovala cyklus pláten na téma Zjevení svatého Jana s názvem „Viděl jsem“, v roce 2015 a 2016 se v několika obrazech vrátila k námětu biblického Jóba.[zdroj?]
Spolu s obrazy květin souběžně malovala i expresivní většinou figurální malby, kdy vycházela z drobných kresebných skic tuhou a rudkou, uhlem a poté malovala barevné menší skicy na papíře nebo na malém formátu plátna. Většinou až po tomto postupném přípravném pracovním procesu a soustředění malovala rychle a v intenzivním soustředění na rozměrné plátno, kdy většinou expresivní zkratkou chtšla vyjádřit téma, které bylo na počátku ve skicách. Téma často symbolické, jako Soucit, Víra, Loďka v bouři, Nebojte se. Maluje i drobné figurální scény a portréty.[zdroj?]

## Výstavy

### Společné výstavy/výběr
- 2023 Všechny květy světa, Galerie Klatovy/Klenová
- 2023 I TICHÁ, I SILNÁ EXPRESE, Galerie CO-CO, Dobrš
- 2022 VODA, Galerie Benedikta Rejta, Louny
- 2020 Voda, Galerie u Bílého jednorožce, Galerie Klatovy/Klenová
- 2019 Obrazy Martina Fojtů, Eliška Jakubíčková, Barokní areál Skalka, Mníšek pod Brdy
- 2018 Obrazy zimy, Galerie Klatovy/Klenová
- 2018 The Flowers, Hauch Gallery – U Obecniho dvora, Praha
- 2017 Eliška Jakubíčková–Malby, Miroslav Oliva–Keramické plastiky, Galerie v kostele sv. Marka, Soběslav
- 2016 7.Kladenský salon, Galerie Kladenského zámku, Kladno
- 2016 UB Letadlo, Galerie Sýpka, Galerie Klatovy /Klenová
- 2014 Wail of Silence, Hala Radlická, Praha
- 2014 Banzai Mistře, Galerie města Blanska
- 2013 Open Doors, Portas Abertas, Portugalsko
- 2009 Načeradského jedenáctka, žáci Jiřího Načeradského, Galerie Dolmen–Opatovická, Praha
- 2008 Defenestrace, žáci Zdeňka Berana, Novoměstská radnice, Praha
- 2006 Spřízněni, Národní galerie–Veletržní palác, Praha
- 2006 Krásný nový svět, Galerie U dobrého pastýře, Brno
- 2003 Perfect tense-malba dnes, Jízdárna Pražského hradu
- 2002 Výstava uskutečněná Nadací Jana & Milan Jelinek, Naples, USA (s Karlem Balcarem)
- 1999 Neplánované spojení, stipendisté Nadace Jana & Milan Jelínek, Galerie Mánes, Praha
- 1994 Galerie Atrium na Žižkově, Praha (s Martinou Fojtů, Zbyňkem Fojtů, Marií Martincovou, Romanem Hušákem)
- 1994 Restaurace Galerie Mánes, Praha (s Jitkou Anlaufovou)
- 1994 Velký formát, Jízdárna zámku Valtice
- 1994 Mladí umělci z pražské AVU, Kunstmuzeum Ehrendorf, Dusseldorf, Německo
- 1993 Diplomanti AVU, Karolinum, Praha
- 1992 Několik českých malířů, Lund, Švédsko
- 1991 Studenti AVU, Dům u Hybernů, Praha

### Samostatné výstavy/výběr
- 2023 Tváře (a příběhy), Galerie Zbraslav, Praha
- 2019 Útěcha, Galerie U Prstenu, Praha
- 2018 Očekávání, Galerie kostela Martin ve zdi, Praha
- 2018 Úžas, Galerie AMB, Hradec Králové
- 2017 Bělostná perletí, Galerie Jiřího Jílka, Šumperk
- 2017 SOUCIT, Galerie Kotelna, Říčany, ČR
- 2016 EJ 2016, Galerie Klatovy/Klenová, kostel sv. Vavřince, Klatovy
- 2014 VIDĚL JSEM, Galerie Trafo, Praha
- 2014 Obzor, Galerie Zbraslav, Praha
- 2013 Mnohá přání, Emauzské opatství, výstavní sál, Praha
- 2013 Galerie prostor 228, Liberec
- 2013 Blízkost, Galerie U Klicperů, Klicperovo divadlo, Hradec Králové
- 2011 Rodina v zahradě, Galerie Sbor českých bratří, Mladá Boleslav
- 2011 Jako lilie polní, Emauzské opatství, výstavní sál, Praha
- 2010 MY, Galerie Nová síň, Praha, kurátor Věra Jirousová
- 2009 Ves, Galerie Jídelna, Vlastivědné muzeum a galerie, Česká Lípa
- 2009 Zahrada, Galerie Primavesi, Olomouc
- 2008 Otroci a kytky, Galerie Nová síň, Praha, kurátor Věra Jirousová
- 2007 Dobré dny, Galerie XXL, Louny
- 2007 Tváří v tvář, Galerie Doubner, Praha, kurátor Věra Jirousová
- 2007 Malby, Divadlo Viola, Praha
- 2004 Na cestě, Opatství Emauzy, Divadelní sál, Praha
- 2003 Boj, Galerie Atrium na Žižkově, Praha, kurátor Věra Jirousová
- 2001 Objekty zájmu, klášter františkánů, Jungmannovo náměstí, Praha
- 2000 Obrazy, Galerie bratří Čapků, Praha
- 1999 Obrazy, Muzeum policie, bývalý augustiniánský klášter na Karlově, Praha, kurátor Věra Jirousová
- 1996 Obrazy, Galerie AVU, Praha, kurátor Věra Jirousová
- 1995 Vně a uvnitř, kostel, Emauzy, Praha

### Zastoupení ve sbírkách
- Sbírka moderního a současného umění Národní galerie v Praze
- Galerie Klatovy/Klenová
- další sbírky soukromé i veřejné v České republice a v dalších zemích.

### Publikace
- 2023 Všechny květy světa, k výstavě, 10. léta 21. století ze sbírek Galerie Klatovy/Klenová
- 2009 Umění přelomu tisíciletí ze sbírek Národní galerie v Praze 1990–2009
- 1999 Slovník českých a slovenských výtvarných umělců 1950–1999, Výtvarné centrum Chagall, Ostrava

### Katalogy/výběr
- 2021 VODA, Proměny obrazu živlu v českém umění 19.–21. století, Galerie Klatovy/Klenová,
- 2020 Aukce na podporu realizace Památníku tří odbojů, 2021 katalog aukce, Aukční síň Vltavín, Praha
- 2018 Obrazy zimy, Galerie Klatovy/Klenová
- 2017 Bělostná perletí, list k výstavě, Galerie Jiřího Jílka, Šumperk
- 2017 UB LETADLO, Galerie Klatovy/Klenová
- 2016 Eliška Jakubíčková / 2016, katalog k výstavě, Galerie Klatovy/Klenová
- 2014 Wail of Silence, katalog výstavy
- 2010 My, pozvánka–malý katalog s textem
- 2008 Defenestrace, žáci Zdeňka Berana, katalog výstavy
- 2006 Spřízněni...Allied...,katalog výstavy
- 2005 Místa paměti, katalog sympozia
- 2003 Perfect tense-malba dnes, katalog výstavy
- 1999 Neplánované spojení, katalog výstavy
- 1997 Velký format, katalog sympozií